# Royaume de Pologne (1916-1918)
Pour les articles homonymes, voir Royaume de Pologne.
1916–1918
Entités précédentes :
- Royaume du Congrès ( Empire russe)

Entités suivantes :
- Deuxième République de Pologne

Le royaume de Pologne (en polonais : Królestwo Polskie), également appelé officieusement Régence du royaume de Pologne, est un projet étatique de l'Empire allemand et l'Empire austro-hongrois qui avait pour l'objectif la restauration, à l'issue de la Première Guerre mondiale, d'un état polonais autonome. La résurrection de la Pologne est annoncée par la déclaration d'intention du 5 novembre 1916 signée par Guillaume II et François-Joseph.
Conçu comme une zone d'influence allemande et austro-hongroise, le Royaume s'avère rapidement un terrain des rivalités entre les deux empires germaniques. Au fil des mois, cette rivalité tourne à l'avantage de l'Allemagne, en dépit du projet de placer sur le trône un cousin de Charles Ier, l'archiduc Charles Étienne de Teschen. Ce n'est que le 3 janvier 1918, que le Conseil de Régence formé le 12 septembre 1917, publie un décret relatif à l'organisation des pouvoirs suprêmes du futur Royaume. De plus, l'exploitation économique du pays et l'incitation des Polonais à s'engager dans l'armée des Puissances centrales alimentent le ressentiment de population polonaise envers l'occupant. Le 11 novembre 1918, alors que les combats s'achèvent par la défaite du Reich et de la double monarchie, le Conseil de Régence transmet ses pouvoirs à Józef Piłsudski, puis annonce sa dissolution.

## La Pologne, butin de guerre austro-allemand

### Intérêts économique du Reich
La Première Guerre mondiale constitue une occasion pour les puissances centrales, qui occupent déjà une partie de la Pologne, d’étendre et renforcer leur pénétration économique dans les territoires polonais occupés par l'Empire russe. L'Allemagne se taille la part du lion dans cette course au profit, en contrôlant 90 % des investissements cumulés allemands et austro-hongrois . Avant le conflit déjà, les terres polonaises servent de région de transit car près de 90 % des échanges entre les empires allemand et russe empruntent le réseau ferré polonais.

### Conquête militaire de l'été 1915
Au début de la guerre, la Russie parvient à conquérir la Galicie autrichienne. Quelques mois plus tard, durant le mois de mai 1915, ces territoires sont reconquis. Une nouvelle offensive du 13 juillet 1915 aboutit le 5 août à la conquête de Varsovie et, plus tard, à la prise de Vilna, alors la deuxième ville polonaise. Les troupes russes sont chassés du royaume de Galicie et de Lodomérie et les armées des puissances centrales s'installent dans l'ancien royaume du Congrès.

### Occupation

La Pologne occupée par les Puissances centrales.

Les anciennes terres polonaises reprises sur la Russie sont ensuite divisées en deux zones d’occupation : le Gouvernement général de Varsovie, administré par l’Allemagne, et le Gouvernement général de Lublin, administré par l’Autriche-Hongrie. Au Nord, la Courlande, une partie des pays Baltes et les régions polonaises aux alentours de Bialystok tombent également sous domination allemande, mais ils sont rattachés au district administratif Ober Ost et placés sous le contrôle militaire allemand direct.
Rapidement, l’organisation de la Pologne occupée crée des tensions entre les deux alliés et chacune des deux administrations essaie d'étendre son influence aux dépens de l'autre, en dépit d'une bonne entente de façade.

### Exploitation économique
Depuis le début des opérations militaires, le territoire polonais est considéré comme un butin de guerre où les occupants allemand et autrichien réalisent leurs objectifs économiques propres et exploitent impitoyablement les ressources locales. La politique de terre brûlée menée par les Russes pendant la Grande retraite de 1915 a déjà laissé l'économie polonaise dans un état désastreux. Mais aux destructions dues à la guerre, s'ajoutent les pillages systématiques pratiqués par les occupants dans le cadre du plan Hindenburg. Les Allemands recensent et volent toutes les matières premières, des produits manufacturés, des machines et des installations du pays.
En effet, dès novembre 1916, le Gouvernement général de Varsovie met en place un cadre légal et des moyens institutionnels destiné à faciliter l'intégration économique de la Pologne au sein du Reich. Le système d'impositions est organisé et prévoit des réquisitions  draconiennes des denrées alimentaires. Aussi les forêts sont pillées pour les besoins de l'Allemagne et des déportations de main d’œuvre sont mises en place.

## Négociations austro-allemandes

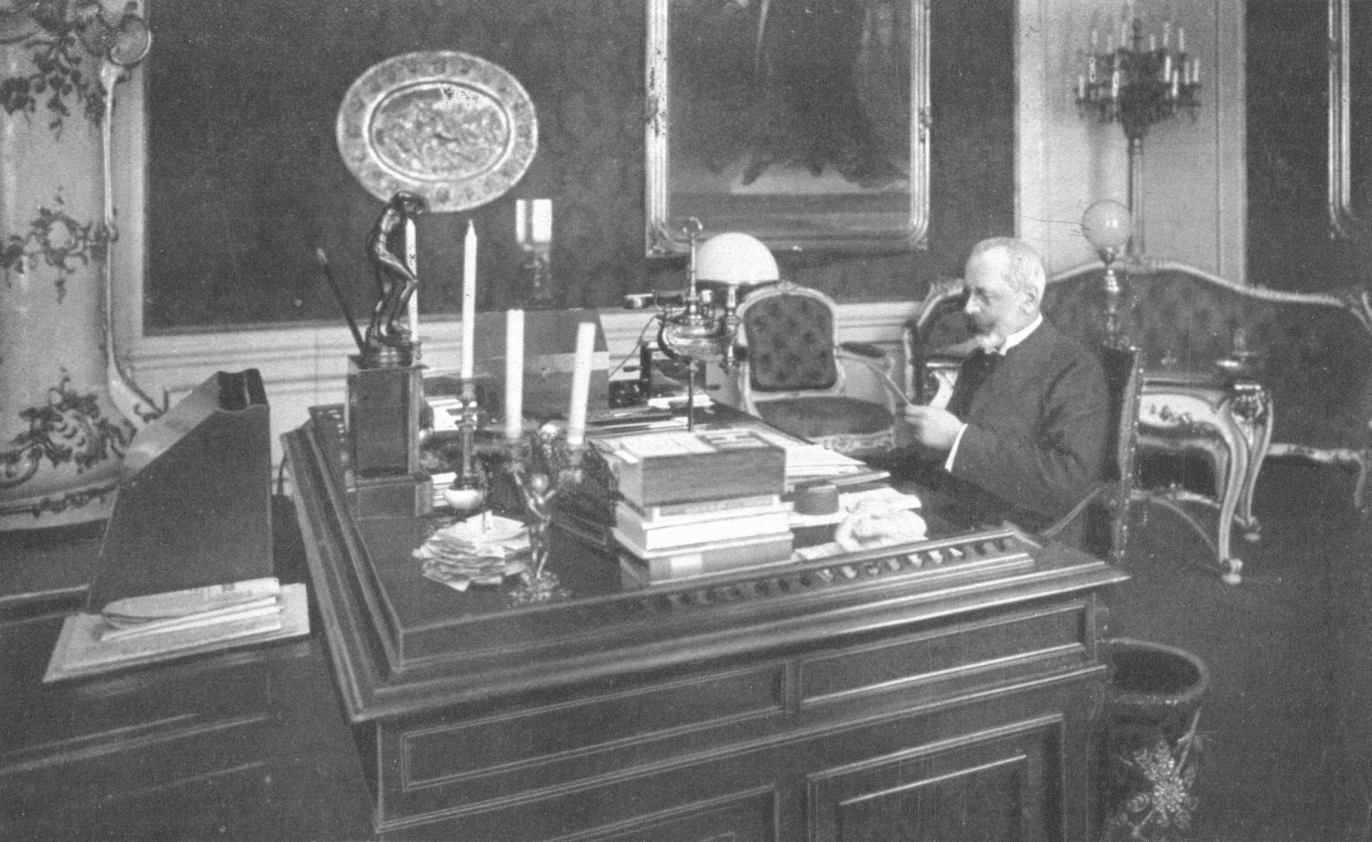
Stephan Burián (ici à son bureau) est un ardent défenseur des intérêts austro-hongrois dans le royaume de Pologne.

Le 12 août 1914, Stephan Burián von Rajecz, ministre des Affaires étrangères de l'Autriche-Hongrie, présente à ses homologues allemands la « solution austro-polonaise », que les diplomates et le gouvernement allemands semblent initialement accepter. Ainsi, le chancelier du Reich, Theobald von Bethmann-Hollweg, valide l'idée d'une dévolution de la Pologne à l'Autriche-Hongrie, dans le cadre d'une réorganisation trialiste de la « monarchie danubienne ».
Cependant, dès 1915, l'Allemagne, forte de ses succès militaires à l'Est, envisage de plus en plus d'inféoder les terres polonaises à l'Allemagne  en vue de leur germanisation. Dès la fin de l'année 1914, le chancelier Bethmann-Hollweg mène des concertations sur ce sujet avec les propriétaires terriens, les ministères de l'intérieur et de l'agriculture et les responsables de la colonisation à l'Est de l'Oder. Certains préconisant une simple rectification de frontière en faveur du Reich, d'autres veulent des annexions plus importantes. Les Allemands proposent d'annexer une bande de territoire polonais qui se situe le long de leur frontière orientale de 1914 (Polnischer Grenzstreifen), notamment pour saisir le très convoité bassin minier de Dąbrowa Górnicza en Petite-Pologne, sous prétexte d'y créer un « glacis défensif ». Les Austro-Hongrois considèrent que celui-ci est d'une importance vitale pour l'économie du royaume de Pologne. De leur côté, les Austro-Hongrois envisagent de placer la Pologne dans l'orbite de leur monarchie, sans que cette idée soit précise. Certains se montrent favorables à une réforme de la monarchie habsbourgeoise qui, de "double monarchie", deviendrait triple par la formation d'un "troisième pilier" polonais à partir du royaume du Congrès et du royaume de Galicie et de Lodomérie, aux côtés de l'Autriche et de la Hongrie. D'autres envisagent seulement un rééquilibrage de monarchie sans agrandissement territorial, en conférant à la Galicie une autonomie accrue.
Les hésitations austro-hongroises profitent aux Allemands, leur permettant d'imposer à leur allié épuisé une politique conforme aux intérêts du Reich.

### Dévolution de la couronne

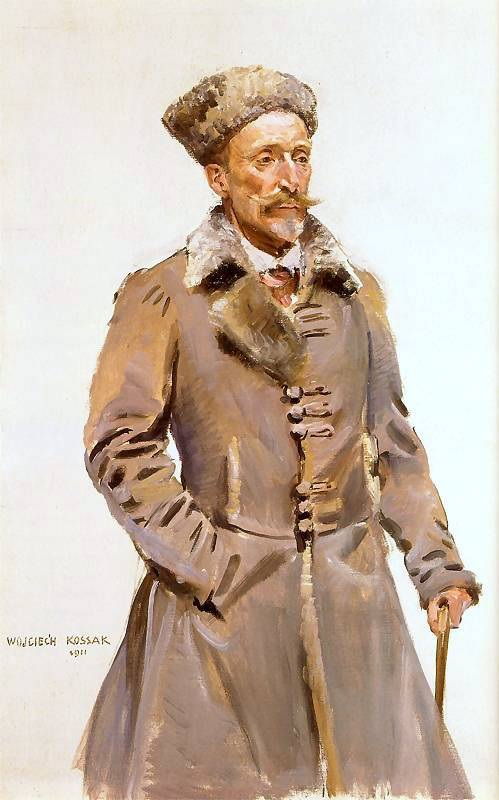
Charles-Étienne de Teschen, ici portraituré par Wojciech Kossak, est le candidat choisi par les puissances centrales

Cependant, les négociateurs austro-hongrois obtiennent la dévolution de la couronne polonaise à un membre de la maison de Habsbourg-Lorraine. En effet, destiné à devenir une monarchie constitutionnelle, le royaume de Pologne restauré doit échoir à Charles-Étienne de Teschen, cousin éloigné de l'empereur Charles.
Cependant, le choix d'un archiduc autrichien ne fait que masquer la domination allemande sur le nouveau royaume,.

### Les frontières du nouvel État

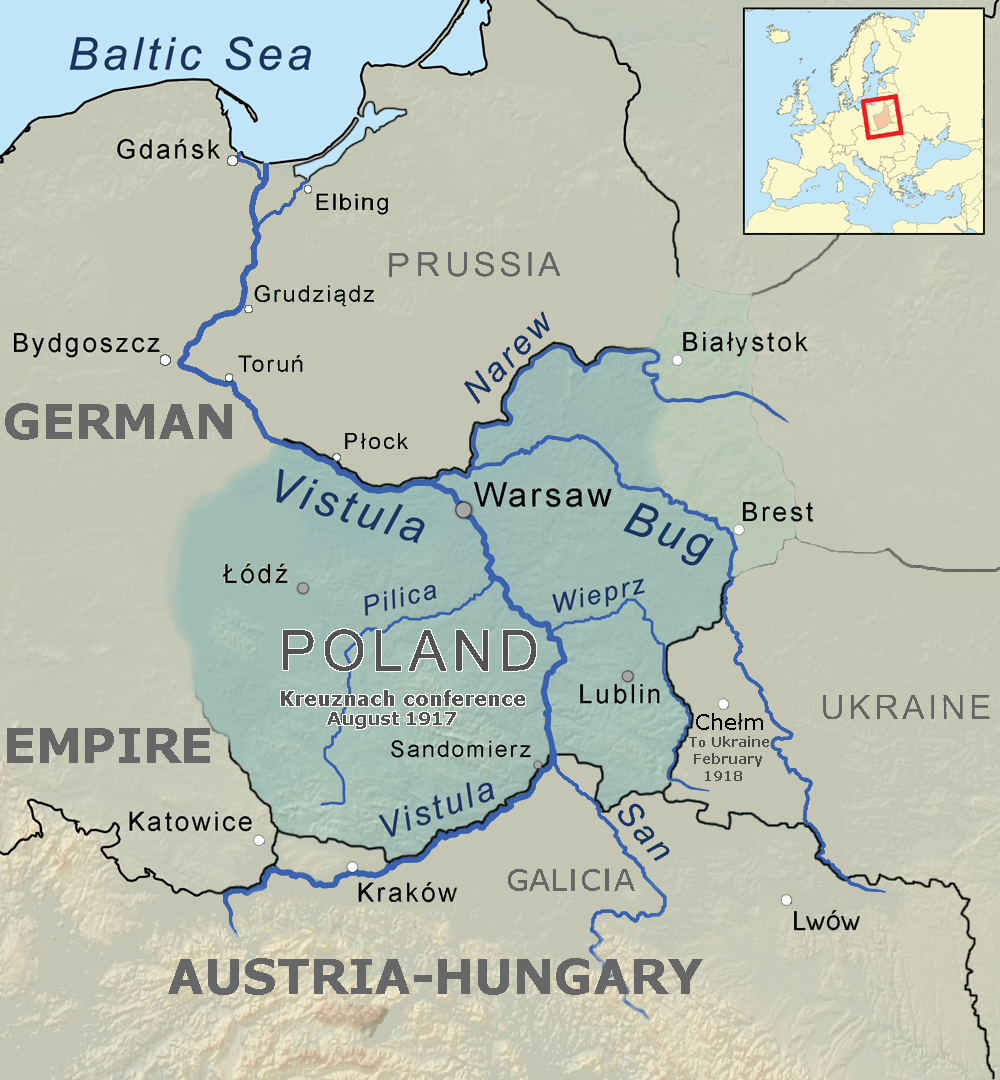
Le projet de royaume de Pologne en août 1918 guerre mondiale après la cession de Chełm à l'Ukraine.

Au cours de l'été 1916, Stephan Burián propose que l'État polonais soit composé de l'ancien royaume du Congrès et de districts voisins d'Augustów, Białystok et Grodno à forte population polonaise. Mais même lors de la proclamation du nouvel État, en novembre 1916, ces districts ne lui sont pas attribués et le tracé de ses frontières ne fait consensus que le long de la Narew et avec la Galicie austro-hongroise ,.
En juillet 1917, Erich Ludendorff annonce l'annexion par l'Empire allemand, à l'issue de la guerre, d'une bande terrestre de 20 000 km² le long de la frontière germano-polonaise, ce qui aurait fixé la frontière sud de la Province de Prusse-Orientale sur la Vistule et son affluent le Narew . En rappelant que la grandeur de l'Allemagne s'est faite, à partir du Moyen Âge, par la colonisation germanique des territoires à l'Est, Ludendorff appelle tous les patriotes allemands à venir coloniser cette nouvelle région, dans laquelle tous les Slaves seront expulsés.

## Mise en place du Royaume
Le 5 novembre 1916, le gouverneur général de Varsovie et colonel-général Hans von Beseler proclame, du château royal de Varsovie pavoisé pour la circonstance, la création prochaine d'un royaume constitutionnel et héréditaire. L'acte du 5 novembre 1916 garantit la création d'un royaume et l'octroi d'une constitution. Il reste toutefois vague sur le calendrier et le cadre dans lequel est censée évoluer cette Pologne ressuscitée par les Puissances centrales. De même, ses frontières ne seraient fixées qu’au rétablissement de la paix. En attendant une constitution définitive du royaume, les attributions du monarque sont confiées à un Conseil de Régence . Le 9 août 1917, lors d'une conférence gouvernementale allemande à Kreuznach, une nouvelle frontière polono-prussienne est arrêtée, le long de la Narew.

### Conseil de Régence et conseil de ministres

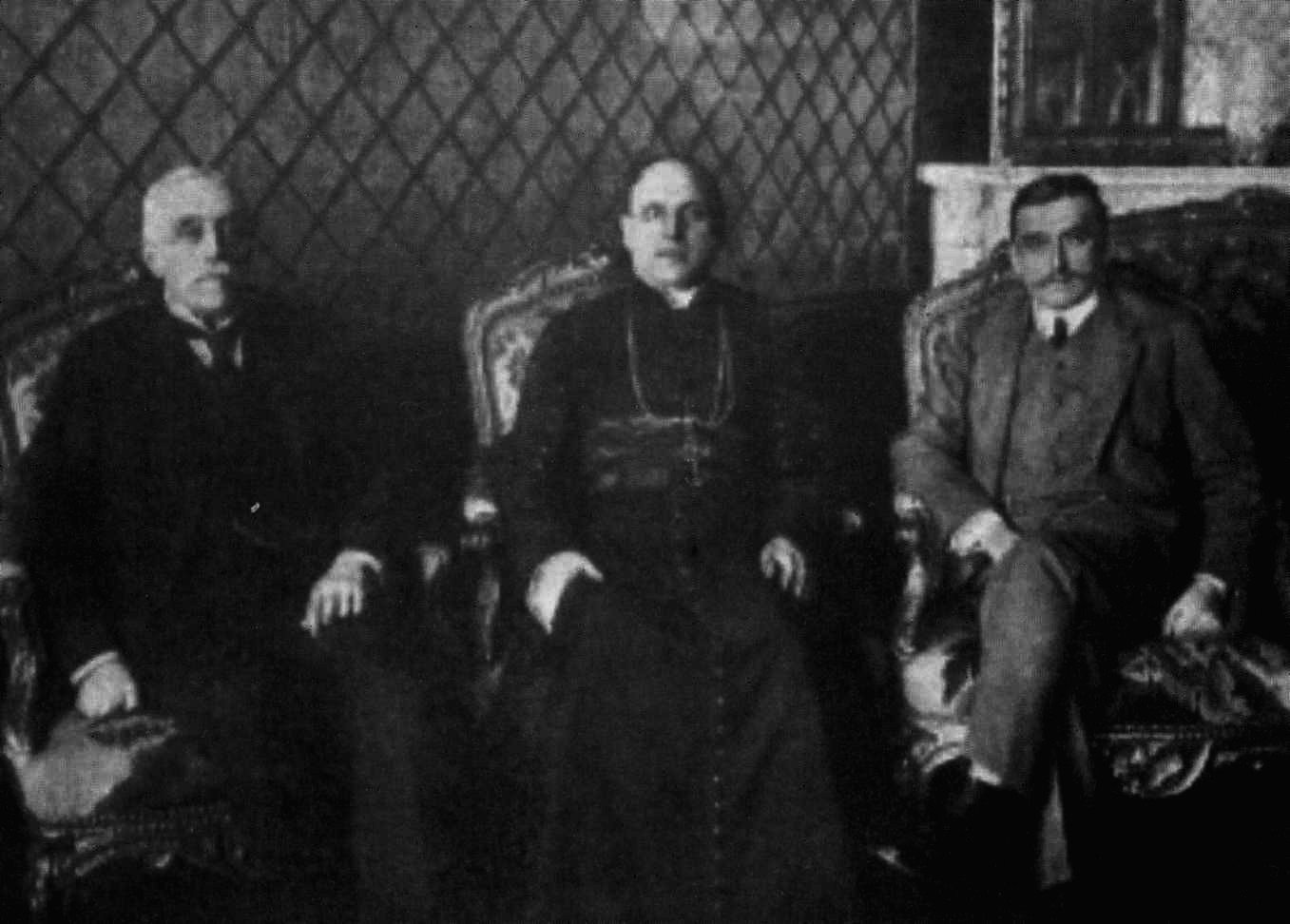
Le Conseil de régence. De gauche à droite: Józef Ostrowski, Aleksander Kakowski et Zdzisław Lubomirski.

Ce n'est qu'après la révolution russe de 1917, que les occupants se décident enfin à mettre en place les structures du Royaume. Ainsi, le 12 septembre 1917, un décret élaboré conjointement par les gouverneurs généraux allemand et austro-hongrois institue un Conseil de Régence, composé d'indépendantistes conservateurs. Il comprend l'archevêque de Varsovie Aleksander Kakowski, le maire de Varsovie Zdzisław Lubomirski et le leader conservateur Józef Ostrowski (pl). Ces personnalités polonaises justifient leur ralliement à l'Allemagne par une crainte de l'exportation de la révolution russe et par l'hostilité envers la Russie.
Le Conseil de Régence est assisté d'un conseil de ministres qui est compétent seulement en matière de justice et d'éducation. Il doit cependant compter avec la mauvaise volonté des occupants allemands et austro-hongrois,. Trois cabinets se succèdent aux affaires entre septembre 1917 et octobre 1918. Les ministres tentent également de mettre en place une diplomatie, accréditant des représentants à Berlin et à Vienne, puis en Russie soviétique et enfin dans certains pays neutres , mais ce nouvel État n'est reconnu que par les Puissances centrales.

### L'armée du royaume de Pologne

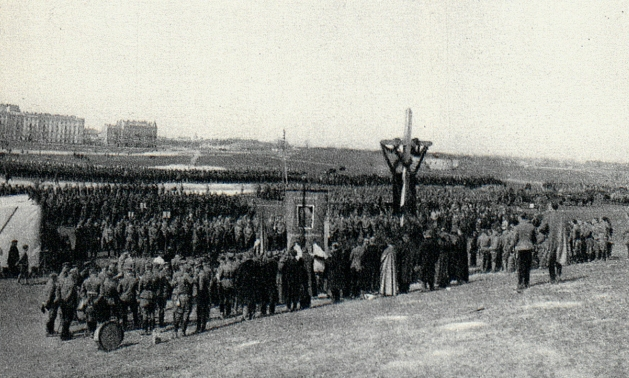
Messe de la Légion polonaise à la Citadelle de Varsovie, v. 1916-1917.

Au cours de l'année 1917, plus particulièrement, après l'évacuation par les Allemands sur la ligne Hindenburg en mars 1917, l'armée allemande est confrontée à une grave pénurie de soldats. Pour convaincre les Polonais de rejoindre ses rangs, elle décide de mettre en place une armée polonaise "autonome", à partir des Légions polonaises de Józef Piłsudski. Cependant l'absence de calendrier pour la mise en place du nouvel État freine le recrutements auprès des Polonais. Comprenant les plans allemands et considérant que les Puissances centrales sont en difficulté, Piłsudski interdit aux soldats polonais de prêter serment au texte rédigé par les autorités d’occupation - serment de fidélité envers un futur roi non nommé avec un devoir d’obéissance au commandement suprême allemand. Piłsudski est alors arrêté et interné à la forteresse de Magdebourg et les Légions polonaises dissoutes. Les quelques forces polonaises restantes sont intégrées dans l’armée austro-hongroise ou intégrée à l’Armée royale polonaise, elle même intégrée à l’armée allemande et donc sous commandement allemand.

### Tutelle allemande

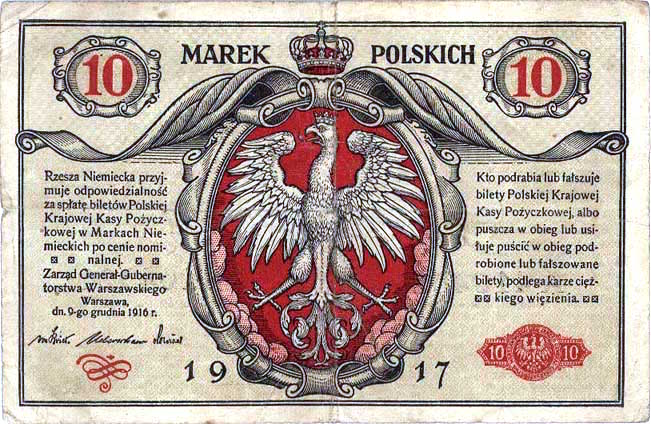
Mark polonais émis par les autorités d'occupation allemandes en 1917.

En 1918, lorsque l'empereur Charles est obligé d'accepter la sujétion définitive de son empire au Reich, matérialisée par les accords de Spa du 12 mai 1918, le futur royaume de Pologne est déjà un territoire sous tutelle allemande d'où les intérêts austro-hongrois sont totalement écartés. L’Allemagne contrôle l'armée, les transports et l'ensemble de l'économie polonaise., Les Austro-Hongrois se consolent avec une tutelle renforcée sur la Roumanie.

## Disparition du Royaume

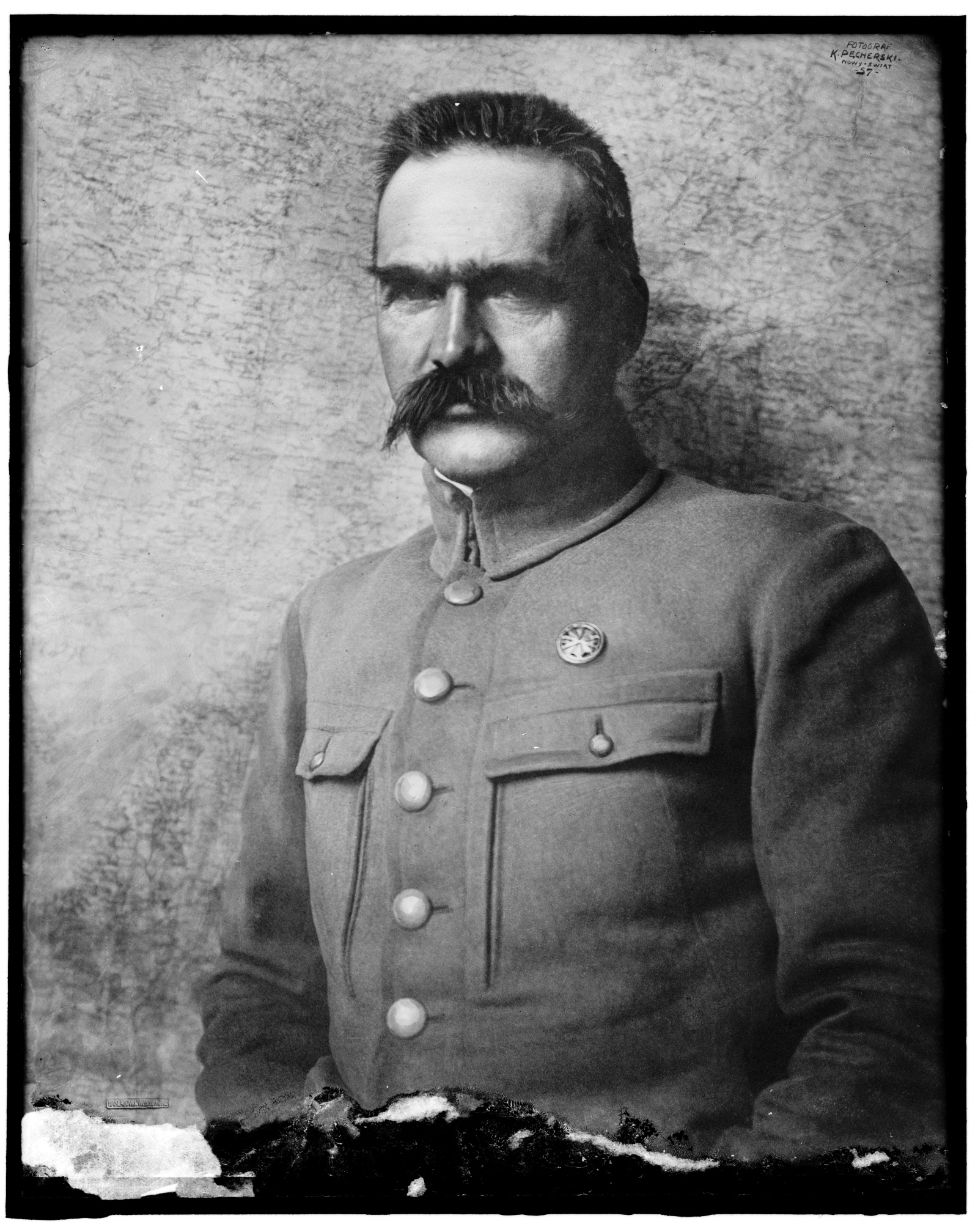
Józef Piłsudski photographié entre 1910 et 1920.

### Rejet de l'alliance avec les puissances centrales
En février 1918, lors de la signature du traité de paix entre le gouvernement ukrainien et l'Autriche-Hongrie, Ottokar Czernin, ministre austro-hongrois des affaires étrangères, donne son accord pour l'octroi à l'Ukraine indépendante de la région de Chełm, initialement dévolue au Royaume en échange d'un traité de commerce favorable à la double monarchie. 

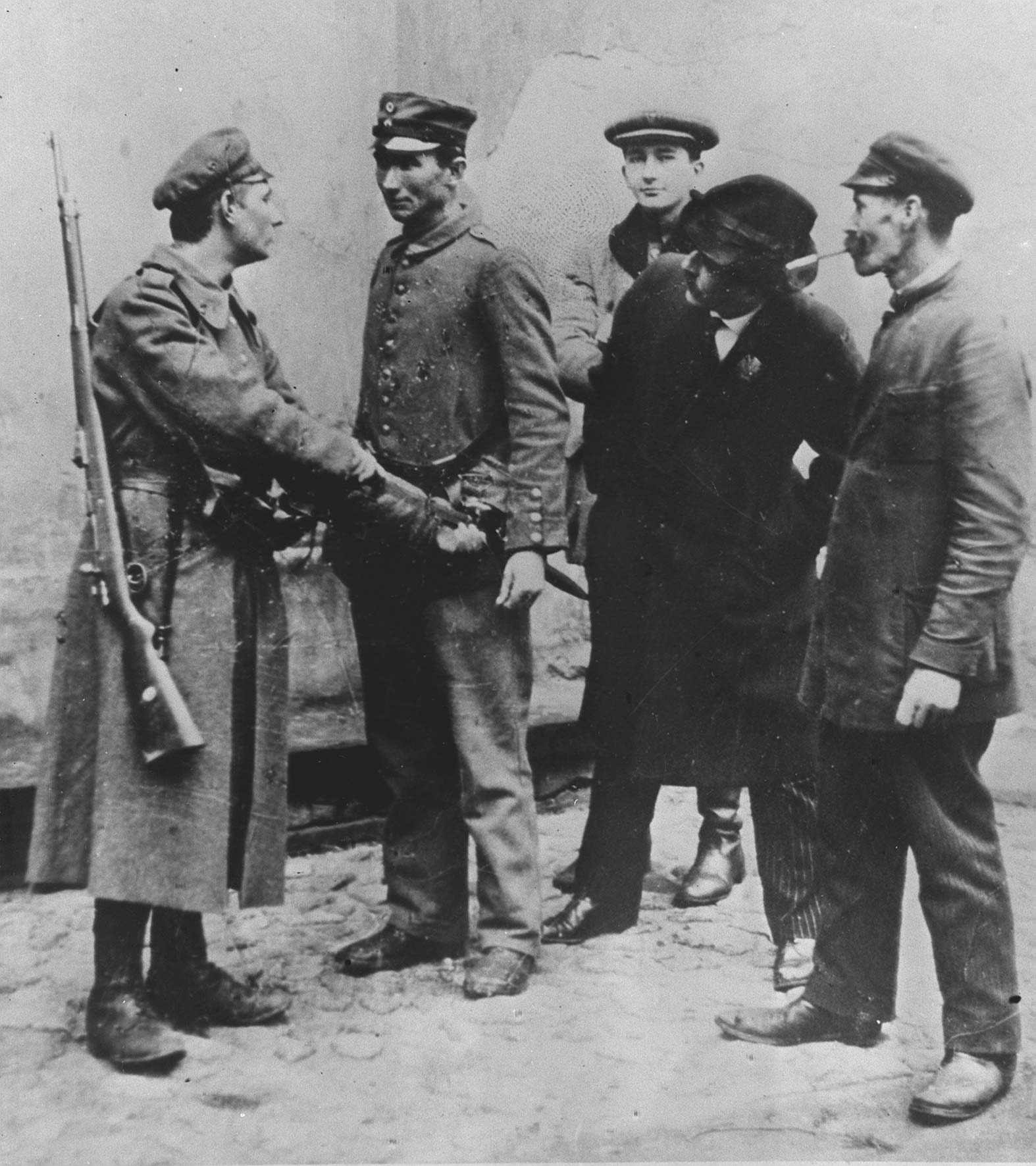
Patriotes polonais désarmant les soldats allemands à Varsovie, 10 novembre 1918 guerre mondiale.

De plus, exclus de ces négociations entre les représentants de la Quadruplice et ceux de la Rada de Kiev, les représentants polonais ne peuvent défendre leur point de vue. Par conséquent, les membres du Conseil de Régence démissionnent et adoptent une attitude hostile aux puissances centrales. 
Alors que les Allemands avaient pratiquement évincé les Austro-Hongrois du contrôle du Royaume, les échecs de l'été 1918 remettent en cause leurs projets en Pologne et la défaite militaire de l'Empire allemand à l'automne 1918 ne fait que renforcer le processus de déliquescence de l'autorité du Conseil de Régence.

### Disparition du royaume
Le 1er novembre 1918, les membres du Conseil de Régence rompent tout contact avec les représentants austro-allemands et tentent, sans succès, de rallier l'ensemble des Polonais sous leur autorité,. Le 3 novembre, une République polonaise est proclamée à Lublin par les partisans de Józef Piłsudski.
Prenant acte de cette situation, compromis par sa collaboration avec l'occupant, le Conseil de Régence se démet de l'ensemble de ses pouvoirs au profit de Piłsudski,. Le 11 novembre, les régents lui transmettent leurs pouvoirs militaires, puis, le 14, leurs pouvoirs civils.